# 老死
老死（藏文：rga.shi），佛教術語，為十二因緣之一。它是一個複合字，由年老（jarā）以及死亡（maraṇa）兩個字所組成。在佛教中，老死是指在輪迴之中，由出生，一直到生命結束，這中間所經歷的一切。
| 前任： 生 | 十二因緣 老死 | 繼任： 無明 |